# Morris-Gletscher (Südgeorgien)
Der Morris-Gletscher ist ein Gletscher an der Nordküste Südgeorgiens. Er fließt in nördlicher Richtung zum Kopfende des Sea Leopard Fjord in der Bay of Isles.
Der US-amerikanische Ornithologe Robert Cushman Murphy kartierte sie als Erster bei seinem Besuch Südgeorgiens (1912–1913) an Bord der Brigg Daisy. Murphy benannte ihn nach dem US-amerikanischen Botaniker Edward Lyman Morris (1870–1913), damaliger Leiter der naturwissenschaftlichen Abteilung des Brooklyn Museum.